# Wieża Għallis
Wieża Għallis (Għallis Tower, malt. Torri tal-Għallis) – jedna z trzynastu małych umocnionych kamiennych wież obserwacyjnych zbudowana za czasów wielkiego mistrza  Kawalerów maltańskich Martin de Redin zbudowana na wyspie Malta. Wieże zostały zbudowane pomiędzy rokiem 1658 a 1659. Każda z wież znajduje się w zasięgu wzroku z sąsiedniej, razem służyły jako wieże komunikacyjne pomiędzy Gozo i Wielkim Portem, oprócz funkcji obserwacyjno-ostrzegawczych przed piratami.
Wieża Għallis jest usytuowana na przylądku Ras il-Ghallis, na północnym brzegu Malty. Razem z wieżą Qawra należącą do wież Lascarisa strzegą zatoki Salina. Obiekt jest po gruntownym remoncie. Przybliżone wymiary wieży: wysokość 12 metrów, podstawa o boku 9 m. Wieża została odrestaurowana w roku 1996 przez Din l-Art Ħelwa, National Trust of Malta i jest obecnie przez niego administrowana. Została wpisana na listę National Inventory of the Cultural Property of the Maltese Islands pod numerem 00051.